# 愛媛県道24号大洲長浜線
愛媛県道24号大洲長浜線（えひめけんどう24ごう おおずながはません）は、愛媛県大洲市を走る県道（主要地方道）である。

## 概要
大洲市の主流である肱川の右岸の堤防沿いを河口の大洲市長浜まで通り、車線はほぼ片側1車線を有する。
肱川をはさんだ左岸に愛媛県道43号長浜中村線が並行して通る。かつては一部重複する区間があったが、当路線の起点が変更になったため現在は重複・交差しなくなった。

### 路線データ
- 陸上距離: 約17.5 km
- 起点: 大洲市東大洲（国道56号交点）
- 終点: 大洲市長浜（国道378号交点）

## 歴史
- 1993年（平成5年）5月11日 - 建設省から、県道大洲長浜線が大洲長浜線として主要地方道に指定される[1]。

## 地理

### 通過する自治体
- 大洲市

### 交差する道路
- 国道56号（起点）
- 愛媛県道232号菅田五郎停車場線（大洲市五郎）
- 愛媛県道248号瀬田八多喜停車場線（大洲市八多喜町）
- 愛媛県道28号長浜保内線（大洲市長浜町上老松）
- 国道378号（終点）

### 沿線にある施設など
- JR四国 予讃線）
  - 五郎駅
  - 伊予出石駅
- 大洲市立長浜中学校（大洲市長浜）
- 大洲市立長浜小学校（大洲市長浜）
- 大洲市立三善小学校（大洲市春賀）